# Brasiliens Grand Prix 1979
Brasiliens Grand Prix 1979 var det andra av 15 lopp ingående i formel 1-VM 1979.  

## Resultat
1. Jacques Laffite, Ligier-Ford, 9 poäng
2. Patrick Depailler, Ligier-Ford, 6
3. Carlos Reutemann, Lotus-Ford, 4
4. Didier Pironi, Tyrrell-Ford, 3
5. Gilles Villeneuve, Ferrari, 2
6. Jody Scheckter, Ferrari, 1
7. Jochen Mass, Arrows-Ford
8. John Watson, McLaren-Ford
9. Riccardo Patrese, Arrows-Ford
10. Jean-Pierre Jabouille, Renault
11. Emerson Fittipaldi, Fittipaldi-Ford
12. Elio de Angelis, Shadow-Ford
13. Derek Daly, Ensign-Ford
14. Jan Lammers, Shadow-Ford
15. Clay Regazzoni, Williams-Ford

### Förare som bröt loppet
- Alan Jones, Williams-Ford (varv 33, bränslesystem)
- Hans-Joachim Stuck, ATS-Ford (31, styrning)
- René Arnoux, Renault (28, snurrade av)
- James Hunt, Wolf-Ford (7, styrning)
- Patrick Tambay, McLaren-Ford (7, kollision)
- Niki Lauda, Brabham-Alfa Romeo (5, växellåda)
- Nelson Piquet, Brabham-Alfa Romeo (5, olycka)
- Mario Andretti, Lotus-Ford (2, bränsleläcka)
- Jean-Pierre Jarier, Tyrrell-Ford (0, elsystem)

### Förare som ej kvalificerade sig
- Hector Rebaque, Rebaque (Lotus-Ford)
- Arturo Merzario, Merzario-Ford

## VM-ställning
| Förarmästerskapet 1. Jacques Laffite, Ligier-Ford, 18 2. Carlos Reutemann, Lotus-Ford, 10 3. Patrick Depailler, Ligier-Ford, 9 | Konstruktörsmästerskapet 1. Ligier-Ford, 27 2. Lotus-Ford, 12 3. McLaren-Ford, 4 |